# Böhse Onkelz (Album)
Böhse Onkelz ist das selbstreferenzielle 17. Studioalbum der deutschen Rockband Böhse Onkelz. Es erschien am 28. Februar 2020 über ihr eigenes Label Matapaloz und ist das zweite Studioalbum der Gruppe seit ihrem Comeback 2014.

## Inhalt
Auf dem Album blickt die Band unter anderem auf ihre mittlerweile 40-jährige Geschichte seit Gründung 1980 zurück und besingt diese im Song Kuchen und Bier. Daneben geht es auch um zwischenmenschliche Beziehungen (Des Bruders Hüter) oder Gesellschaftskritik (Du hasst mich! Ich mag das! und Rennt!). Der Prolog wird von dem deutschen Schauspieler Ben Becker gesprochen.

## Covergestaltung
Das Albumcover zeigt ein Foto der vier Bandmitglieder Kevin Russell, Matthias Röhr, Stephan Weidner und Peter Schorowsky. Alle tragen Sonnenbrillen und strecken dem Betrachter ihre Finger entgegen. Im Hintergrund sind ein Gebäude und blauer Himmel zu sehen. Links oben im Bild befindet sich der typische Band-Schriftzug böhse onkelz in Weiß.

## Titelliste
| #  | Titel                               | Länge |
| -- | ----------------------------------- | ----- |
| 1  | Prolog                              | 0:34  |
| 2  | Kuchen und Bier                     | 4:30  |
| 3  | Des Bruders Hüter                   | 4:22  |
| 4  | Ein Hoch auf die Toten              | 4:19  |
| 5  | Prawda                              | 4:14  |
| 6  | Saufen ist wie Weinen               | 4:28  |
| 7  | Wie aus der Sage                    | 5:13  |
| 8  | Du hasst mich! Ich mag das!         | 4:12  |
| 9  | Rennt!                              | 4:46  |
| 10 | Wer schön sein will muss lachen     | 5:41  |
| 11 | Der Hund den keiner will            | 3:30  |
| 12 | Flügel für dich                     | 4:29  |
| 13 | Die Erinnerung tanzt in meinem Kopf | 4:45  |

## Chartplatzierungen
Böhse Onkelz legte in Deutschland den besten Verkaufsstart seit Rammsteins unbetiteltem Album im Mai 2019 hin, womit sich das Album auch an der Spitzenposition der deutschen Albumcharts vom 6. März 2020 platzierte. Damit erreichte die Gruppe zum insgesamt elften Mal die Spitze der deutschen Albumcharts, wodurch sie die Hard-Rock-Band mit den meisten Nummer-eins-Alben in Deutschland ist. Insgesamt konnte sich das Album 35 Wochen lang in den Top 100 halten. Darüber hinaus platzierte sich das Album ebenfalls an der Spitze der deutschen Vinylcharts im Monat April 2020. Zu diesem Zeitpunkt ist die Band neben AnnenMayKantereit, den Toten Hosen, Rammstein und den Beatles Rekordhalter mit den meisten Nummer-eins-Alben in den Vinylcharts, alle schafften es bis dato mit zwei Alben an die Spitze der Hitparade. Die Böhsen Onkelz schafften es bereits mit Nichts ist für die Ewigkeit – Live am Hockenheimring 2014 an die Spitze der Vinylcharts. Auch in Österreich und der Schweiz erreichte das Album Böhse Onkelz die Chartspitze. Es ist nach Memento das zweite Album der Band, das gleichzeitig die Chartspitze aller D-A-CH-Staaten erreichte. In den deutschen Album-Jahrescharts 2020 belegte der Tonträger Platz zwei und musste sich lediglich Power Up von AC/DC geschlagen geben.
| ChartsChartplatzierungen | Höchstplatzierung | Wochen |
| ------------------------ | ----------------- | ------ |
| Deutschland (GfK)        | 1 (35 Wo.)        | 35     |
| Österreich (Ö3)          | 1 (17 Wo.)        | 17     |
| Schweiz (IFPI)           | 1 (11 Wo.)        | 11     |

| ChartsJahrescharts (2020) | Platzierung |
| ------------------------- | ----------- |
| Deutschland (GfK)         | 2           |
| Österreich (Ö3)           | 29          |
| Schweiz (IFPI)            | 68          |

## Verkaufszahlen und Auszeichnungen
Für mehr als 100.000 verkaufte Einheiten erhielt Böhse Onkelz in Deutschland im April 2020 eine Goldene Schallplatte.

## Rezeption
| Professionelle Bewertungen | Professionelle Bewertungen |
| -------------------------- | -------------------------- |
| Kritiken                   |                            |
| Quelle                     | Bewertung                  |
| laut.de                    | [ 11 ]                     |
| Metal Hammer               | [ 12 ]                     |
| CD Starts                  | [ 13 ]                     |

Manuel Berger von laut.de bewertete das Album mit zwei von möglichen fünf Punkten. Es beinhalte nur die immer gleichen „Themen, die die Band über die Jahrzehnte hinweg schon so oft durchgekaut hat, dass sie wahrscheinlich zu jedem ein eigenes Best-Of-Album veröffentlichen könnte.“ Auch musikalisch wirkten vor allem Drummer Peter Schorowsky und Gitarrist Matthias Röhr durchgehend sehr „einfallslos.“ Insgesamt pendelten die Lieder größtenteils „zwischen Füllmaterial, 0815-Rock und Selbstkopie,“ wobei „weitgehend kreative Brache“ herrsche. Lediglich die Songs Kuchen und Bier sowie Die Erinnerung tanzt in meinem Kopf werden positiv hervorgehoben.
Das Musikmagazin Metal Hammer gab dem Album 6,5 von möglichen sieben Punkten. Der Autor Matthias Weckmann beschreibt die Lieder als „scharfkantig, satt rockend, nachdenklich, selbstironisch, forsch, fordernd und juvenil fröhlich.“ Das Material falle zwar „nicht so experimentell wie der Vorgänger aus, protzt aber dafür mit der bekannten Attitüde, die seit 40 Jahren diesen Landstrich durchschüttelt.“ Besonders positiv wird der Song Wie aus der Sage gesehen.
Vom Pressure Magazine wurde das Album positiv bewertet. Die Band zeige sich auch „im Jahr 2020 in musikalischer Topform“ und liefere „geile Riffs, schwere Sounds und typische Onkelz-Texte.“ Dabei trete Matthias Röhr „mit seinem Gitarrenspiel deutlich stärker in den Vordergrund“ als noch auf dem Vorgänger Memento, und auch Sänger Kevin Russell sei „so gut wie nie zuvor auf einem Onkelz-Album.“